# دوريان بورمي
دوريان بورمي (الاسم العلمي:Durio burmanicus) هو نوع من النباتات يتبع جنس الدوريان من الفصيلة الخبازية.